# Vaku
A vaku vagy villanófény egy fényképezésnél használt mesterséges fényforrás, ami az exponálás ideje alatt rövid időre erős fénnyel világítja meg a fényképezni kívánt tárgyat. Használatával jobban megvilágított kép, esetleg különleges képhatások érhetők el. A legtöbb vaku színhőmérséklete 5500 kelvin körüli, ami megegyezik a nappali fénnyel.

## Kialakulása

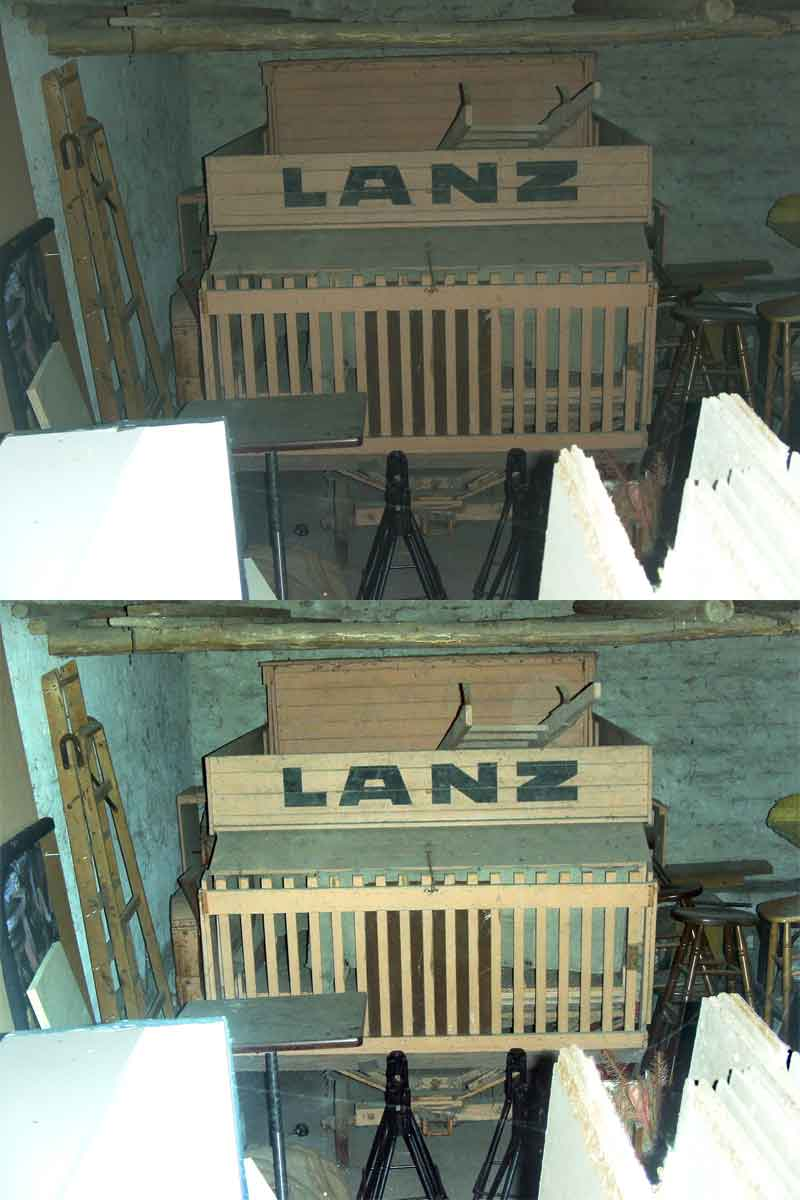
A felső kép gyenge vakuval készült
Az alsó képen elegendően erős a vaku

A fényképezés kialakulásakor az alacsony fényérzékenységű lemezek és a kis fényerejű objektívek miatt csak erős napfényben, sokáig egy helyben lévő tárgyakat tudtak lefényképezni. Az igen hosszú expozíciós idők (ami eleinte több óra volt) kizárólag tárgyak fényképezését tették lehetővé. A technika fejlődésével a várakozási idő hosszú percekre „rövidült”, ezeket már a kitartóbb modellek kibírták. A fényképészek előtt nyilvánvaló volt, hogy élő emberek fényképezéséhez (a nyersanyagok érzékenyebbé tétele mellett) a mesterséges megvilágítás is jelentős könnyebbséget jelentene, ezért ennek megvalósításával sokan foglalkoztak.
Műtermi körülmények között erre már az 1800-as évek közepén lehetőség nyílt, amikor megjelentek az első egyenáramú ívlámpák. Ezek erős fényük miatt fényképezés céljára is megfeleltek. Az ívet (pontosabban az elektromos rudak közötti távolságot) a fényképész a kép készítése előtt gondosan beszabályozta, az ív kialakulása (és ezzel fényereje) ugyanis nagyban függött ennek értékétől. Az ív fennállása közben a távolság rohamosan nőtt, ahogy az égés fogyasztotta a rudakat, így az erős fény csak korlátozott ideig állt fenn.
Az első komoly, gázüzemű dinamókkal táplált, ívlámpákkal felszerelt műtermet Van der Weyde nyitotta meg 1877-ben Londonban.
A mindennapi életben, riportszerű körülmények között, mozgó témák esetén azonban a rögzített, nehéz, energia- és beállításigényes ívlámpák használata szóba sem jöhetett, más megoldásra volt szükség.
Hamar megtapasztalták, hogy erős fényre csak viszonylag rövid ideig van szükség, amit bizonyos anyagok heves égésekor vagy elektromos kisüléssel lehet előállítani, ezért a kísérletek ezekben az irányokban folytak.
Régóta ismert volt, hogy a tűzijátékoknál alkalmazott anyagok erős fényt bocsátanak ki. Ezek fénye azonban jelentősen eltért a napfény spektrumától, az eredmény technikailag jó volt, de a képeken kiégett, meszes arcok voltak láthatók. A másik ismert anyag a magnézium volt, ami oxigén jelenlétében nagy fénnyel és hevesen ég. Ennek fényspektruma és erőssége is megfelelő volt. Eme tulajdonságait ismerve Robert Bunsen professzor egyike volt azoknak, akik fényforrásként való használatát javasolták a fényképezéshez.

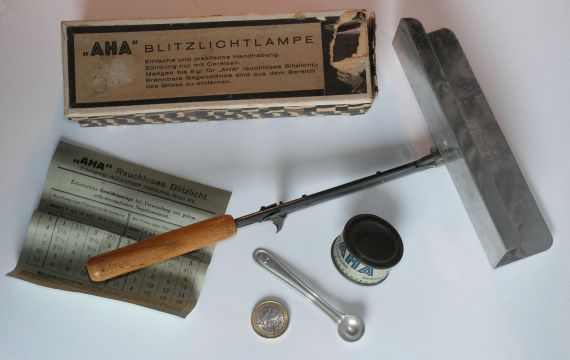
Villanóporos vaku készlet

William Crookes 1859-ben publikálta kézben tartott magnéziumhuzal elégetésével készített barlangfelvételeit. Az első portrékat magnéziumfénnyel a manchesteri Alfred Brothers készítette. A magnéziumdrót azonban drága volt, használata pedig körülményes. A megfelelő villanószer előállítására az áttörés 1887-ben történt, amikor a német Adolf Miethe és Johannes Gaedicke felfedezte a jól használható villanóport, amely magnézium és kálium-klorát (KClO3) keveréke volt. A kálium-klorát oxigénforrásként szerepelt. A villanóport egy tartórúdra szerelt tálkán égették el, az égéskor keletkezett fénymennyiség arányban volt a por mennyiségével. A villanóport mechanikusan keltett szikrával vagy alkoholos lámpával gyújtották be. Az égés robbanásszerű, heves volt és kb. 10-20 másodpercig tartott. A por használata tűz- és robbanásveszélyes volt, füstje mérgező, ráadásul sok hamu keletkezett, mégis az egyszerűsége miatt sokáig alkalmazták ezt a módszert.
A villanópor nyílt térben való égésével járó problémák és a balesetek kiküszöbölésére zárt rendszerű megoldásokat kerestek.
A holland Philips cég 1927-ben jelent meg az egyszer használatos, foglalatba csavarható villanólámpával, melyben vékony magnéziumfólia-szálak voltak, amiket egy gyújtó izzószállal égettek el.
1929-ben jött létre a német „Vakublitz”, amiben a drága magnézium helyett alumíniumfólia volt oxigénben hermetikusan lezárva. Ezt a vakuégőt a Hauser Company kezdte gyártani Johannes B. Ostermeier szabadalma alapján. Ezt követően az USA-ban ugyanezzel a megoldással, Sashalite néven a General Electric lépett a piacra.
A Vakublitz exponálókábeléhez az első elektromos szinkroncsatlakozót a Kine Exakta gépbe építették be 1939-ben.
Az 1950-es évekre az üvegballon néhány köbcentiméteresre csökkent, a vékony szálak egy beépített, görbült fényvisszaverő felület előtt égtek el (ez növelte a fényhasznosítást). Az egyszer használatos villanóégőket egy elektromos kábelen keresztül adott impulzussal indították, ami a fényképezőgép exponálógombjával volt összeköttetésben.

## Vakutípusok

### Egyesvaku

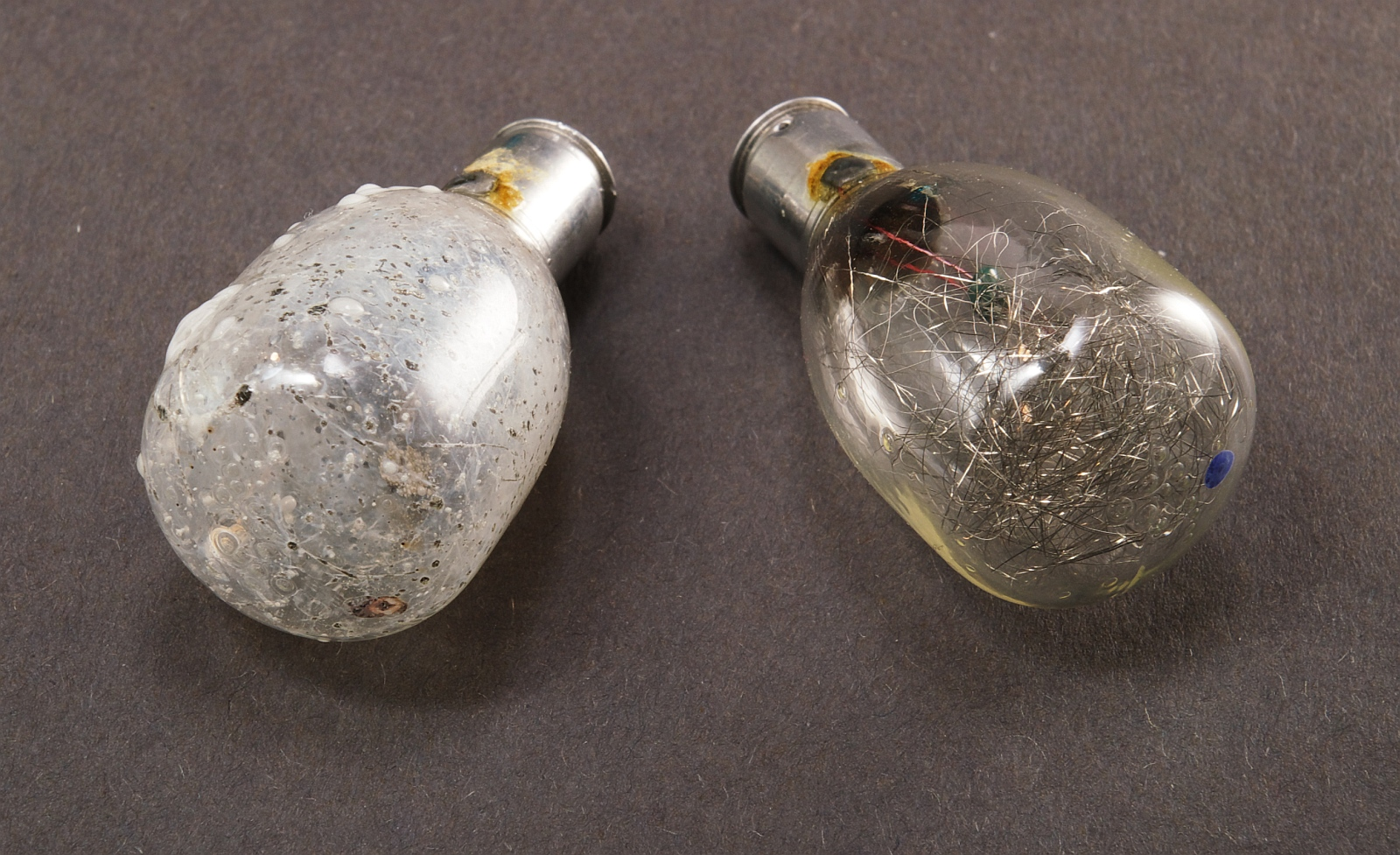
Használt és új vakukörték

Az egyesvaku működése hasonló a villanóporokéhoz, viszont vakukörtébe zárt magnéziumszalagot, vagy magnéziumfóliát tartalmaz, így használata sokkal biztonságosabb és egyszerűbb. Nevét onnan kapta, hogy csak egyszeri villantásra alkalmas, az elhasznált körtét cserélni kell. Lobbanó lámpának is szokták nevezni. Az egyesvaku elektronikus úton csatlakozik a fényképezőhöz, a fényképező zárszerkezete adja az impulzust a vakuban található gyújtószerkezetnek. A gyújtószerkezet elemmel, vagy ütésre szikrával süti el a vakukörtét. Villanás során a körte nagyon felforrósodik, ezért nem lehet azonnal cserélni.
A színes fényképezés megjelenésével a vakukörtékre kékes színű műanyag fólia került, aminek köszönhetően a villanás színhőmérséklete közelebb került a nappali fényéhez, a fólia nélküli körték színhőmérséklete kb. 4000 K. A fólia ezen kívül védelmet nyújt a ritkán bekövetkező villanás alatti felrobbanás ellen is. Később, a nagyobb fényerő érdekében a magnéziumot cirkóniummal helyettesítették.
Az egyesvakunak több időre van szüksége a teljes fényerő eléréséhez, mint az elektronikus vakuknak, ezért hosszabb záridőre, vagy másfajta szinkronizációra van szükség a helyes megvilágítás érdekében. Egyesvakuval – típustól függően – 1/10 és 1/50 másodperc közti záridőt szokás használni. M-szinkron használatával lehetőség van csökkenteni a záridőt, mert ilyenkor a zárszerkezet előbb indítja a gyújtást, mint a zár nyitását.

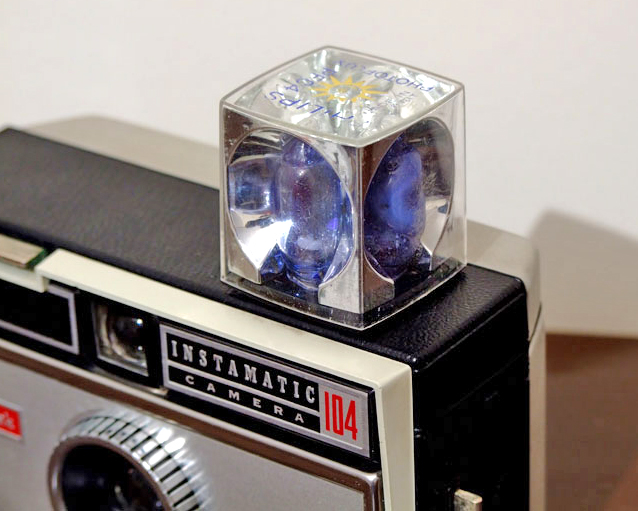
Kodak Magicube körte

| Körte típusa  | Égési idő (mp) | Expozíciós idő (mp) | Szinkronizáció | Szinkronizáció |
| Körte típusa  | Égési idő (mp) | Expozíciós idő (mp) | X-szinkron     | M-szinkron     |
| ------------- | -------------- | ------------------- | -------------- | -------------- |
| Gyors (F; X)  | 0,05–0,1       | 1/100               | 1/60           | 1/200          |
| Közepes (M)   | 0,1–0,2        | 1/50                | 1/30           | 1/100          |
| Lassú (S; FP) | 0,3–0,5        | 1/30                | 1/30           | 1/50           |

#### Magicube
A Kodak Instamatic gépekhez kifejlesztett kockavaku. A 3×3 cm méretű kocka mind a négy oldalába építettek egy-egy lámpát, így négy villantásra alkalmas. Filmtovábbításkor a kocka 90°-kal elfordul.

### Örökvaku

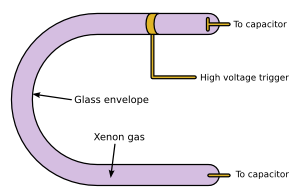
Örökvaku xenon villanócsöve

Napjainkban szinte kizárólag örökvakut használnak. Nevét a többi vakufajtával szemben szinte örökké tartó élettartamáról kapta, hiszen egy örökvaku több mint 20 000 villanást bír ki.
Az örökvakukban xenon gázzal töltött villanócső ívkisülése adja a fényhatást. Működési elvük lényege, hogy kisütéskor a villanócső végeihez kötött kondenzátorból kb. 500 voltos feszültség ionizálja, vagyis vezetőképessé teszi az egyébként rossz vezető gázt és ezáltal a kondenzátorba sűrített energia lavinaszerűen kisül. A kisülés alatt a csőben nagy mennyiségű ion és elektron keletkezik, és a gázból néhány ohm ellenállású plazma képződik. A plazmában az ionok a katód, az elektronok az anód felé repülnek nagy sebességgel. Mozgás közben a részecskék ütköznek, ezáltal további energiát gerjesztenek, amit fény formájában kisugároznak. A kisülés után a plazmaállapot megszűnik és a gáz a kisülés előtti állapotba kerül, így újra ismételhető a folyamat. A kisülést közvetlen hőjelenség nem kíséri, csak a kibocsátott fény elnyelődése a vaku alkatrészeiben okoz felmelegedést.
A villanócső működtetését tápegység végzi, ami hálózatról, vagy valamilyen elemről kapja az energiát. Hálózatról üzemeltetett vakuban a 230 voltos váltakozó áramot egy transzformátor nagyfeszültségre alakítja, majd egyenirányítón keresztül feltölti a kondenzátort. Elemes használatnál az egyenáram miatt a transzformátor és az elem közé egy oszcillátort iktatnak, ami váltakozó feszültséget állít elő, amit a transzformátor nagyfeszültségre alakít át. Ma már a legtöbb vaku képes arra, hogy a kondenzátor feltöltése után lekapcsolja az oszcillátort, így növelve az elemek élettartamát.
A villanócső felvillanása igen rövid idő – 1/500–1/10 000 másodperc – alatt megy végbe. A villanás ideje alatt a fénykibocsátás nem egyenletes. Gyújtás után a fényerősség hamar eléri a maximumot, majd valamivel lassabban csökken nullára. Szinkronizáció szempontjából jelentős a gyújtási idő, azonban gyújtás közben még annyira kicsi a kibocsátott fény mennyisége, hogy az expozícióban nem játszik szerepet. Filmes fényképezésnél figyelembe kell még venni az ultrarövididő–effektusnak nevezett problémát, ugyanis az emulziók igen rövid megvilágítási idő mellett nem képesek megfelelően hasznosítani a fényt. Ez fekete-fehér nyersanyagoknál 1/1000, színesnél már 1/500 másodpernél rövidebb megvilágítás esetén jelentkezik. Központi záras fényképezőgépekkel X-szinkront használva minden záridő helyesen szinkronizált az örökvakuval, viszont redőnyzár esetén csak a redőnyök egy bizonyos állásánál van szabadon a film teljes felülete. Fémlamellás redőnyzárral a szinkronsebesség 1/100–1/250, vászonredőnyös gépeknél sokkal hosszabb, 1/30–1/60 másodperc.

#### Automata örökvaku

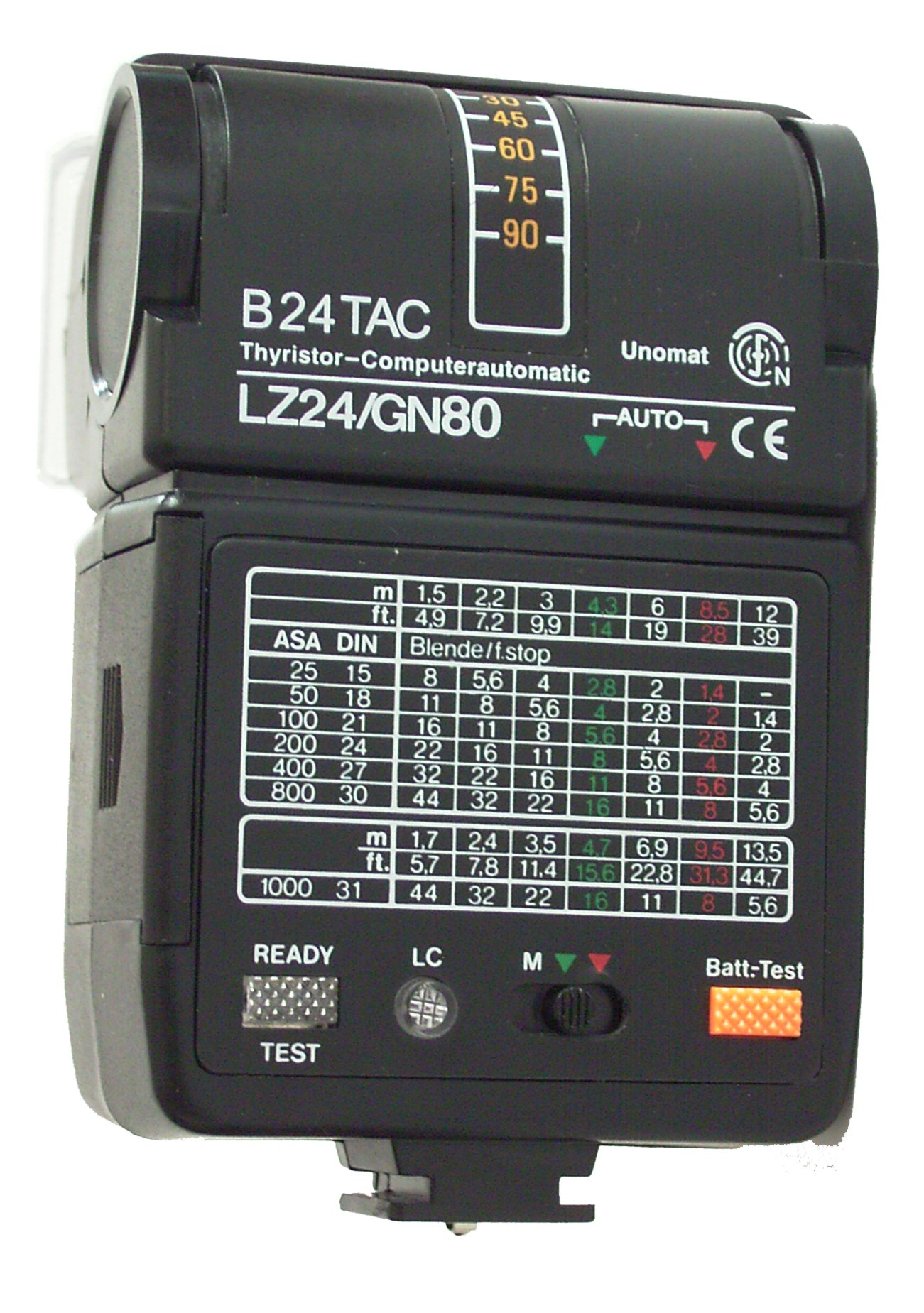
Unomat automata vaku hátlapja. Jól látható a manuális és két automata állás (zöld, piros)

Az automata, vagy más néven komputeres vaku a villanási időt – és ezzel a fény mennyiségét – automatikusan szabályozza egy kapcsoló áramkör és egy érzékelő segítségével. Segítségével számolás és rekeszállítás nélkül is közel helyes expozíciót kapunk a legtöbb esetben. Működése annyiban tér el az egyszerű örökvakutól, hogy a kondenzátor és a villanócső közé egy kapcsolót építenek. Exponálásnál a vaku fénye visszaverődik a témáról és a kapcsoló fényérzékelőjére esik. Amikor elég nagy a visszaverődő fény mennyisége, a kapcsoló megszakítja a cső és a kondenzátor közti áramkört. Ilyenkor a kondenzátor nem ürül ki teljesen, így rövidebb a következő feltöltési idő, valamint telepes táplálásnál élettartam növekedés érhető el.
Az automata vakuk csak bizonyos tartományon belül képesek helyesen működni. Ez azt jelenti, hogy a maximális fényerőnél erősebbet értelemszerűen nem tudnak villantani (maximális fényerő ilyenkor azt jelenti, hogy az automata nem avatkozik be és a teljes kondenzátor kisül), valamint az alsó határnál kisebbet sem tudnak villantani, mert ilyenkor a rendkívül rövid idő miatt bizonytalanná válna a működésük és ezzel pontatlanná az expozíció. A legtöbb egyszerű – kompakt fényképezőbe épített – vakunál az érzékelési tartomány alsó határa 0,3–1 méter, felső határa 4–8 méter. A nagyobb tudású automata vakukon több rekeszérték-program és érzékenység (DIN vagy ISO) közül választhatunk. Ha a fényképezőn is ennek megfelelően állítjuk be a rekeszt, a vaku – a programhoz tartozó határokon belül – helyes expozíciót fog adni. A maximális hatótávolság gyakran nehezen ellenőrizhető, ezért sok vakun visszajelző lámpa található, ami tesztvakuzáskor – ha a távolság megfelelő a helyes expozícióhoz – felvillan.

#### TTL vaku
A TTL (Through The Lens) jelentése objektíven keresztül. A rendszervakunak is nevezett TTL vaku szorosan együttműködik a fényképezővel, digitálisan kommunikálnak egymással, egy rendszert alkotnak. Exponáláskor a fényképező az objektíven keresztül méri és kiértékeli a téma fénysűrűségét és ez alapján a megfelelő pillanatban egy megszakító jelet küld a vakunak. Az egyszerű automata vakut megzavarhatják az olyan helyről jövő fényvisszaverődések, amik a fényképen nem lesznek rajta, így hibás mérést eredményeznek. A TTL mód használatával ez kiküszöbölhető. Ez a hiba zoomobjektíveknél gyakran előfordul, mivel a vaku saját szenzora fix – általában 30° körüli – látószögű, így nem tudja követni a zoomolás közbeni látószögváltozást. Rendszertől függően egyes gépek az exponálás előtti pillanatban egy vagy több kisebb elővillantással értékelik ki a témát, és ez alapján határozzák meg a fővillantás hosszát (és ezzel erősségét).
A legtöbb modern kompakt fényképező beépített vakuja is TTL alapon működik, itt a fénymérő és a vakuvezérlő egybe van építve. A tükörreflexes fényképezőkhöz kapható külső TTL vakuk rendszerint csak egy adott márkájú fényképezővel tudnak kommunikálni, mivel a nagyobb gyártók saját TTL rendszereket dolgoztak ki. A nem kompatibilis géphez csatlakoztatott vaku általában automata vakuként képes működni, csak a TTL lehetőséget nem tudja kihasználni.

## Vaku használata napfényben
Nemcsak sötétben vagy kevés fényben használhatjuk, de napsütésben is javíthatjuk vele képeink minőségét. Ha portrét fotózunk nappali fénynél, akkor vigyáznunk kell az arcot csúfító árnyékokra. Ilyenkor jó szolgálatot tesz a vaku. Derítéssel csökkenthetjük az árnyékok erősségét vagy eltüntethetjük azokat. Használatával lágyíthatjuk a fényeket tűző napnál. A vaku szinkronideje a fényképezőgépek záridő gombján fel van tüntetve. Ez az idő minél rövidebb, annál nagyobb szabadságot kapunk elképzeléseink megvalósításához. Nemcsak a szinkronidővel fotózhatunk, de használhatunk hosszabb záridőt is. Ilyenkor a vaku villanása után a zár még nyitva marad a beállított értéknek megfelelően, ezt nevezzük „lassú vakuszinkron”nak. A második redőnyre való szinkronizálás azt jelenti, hogy közvetlenül az expozíciós idő vége előtt villan a vaku.

## Másodvaku
Olcsó örökvakus fényképezőgépek használati lehetőségeit bővítheti a másodvaku vagy pótvaku, amely nincs közvetlen összeköttetésben a zárral, hanem a fővaku felvillanása indítja. Egy fényérzékelő eszköz (általában fotodióda) érzékeli a kis teljesítményű villanófény villanását (a hirtelen fényerőváltozást) és indítja a második vakut, ami már képes a témát megfelelően megvilágítani. A fényérzékelő reakcióideje nagyságrenddel kisebb, mint a fényképezőgépek zárideje (50-100 μs az 1-10 ms-mal szemben), ami lehetővé teszi, hogy teljes mértékben kihasználjuk a második vaku teljesítményét. Használható nagyobb téma megvilágítására, vagy a háttér fényviszonyainak javítására, esetleg normál körülmények között derítőfény indítására. Mivel a fényképezőgéppel nincs közvetlen összeköttetésben, használata tapasztalatot igényel és nagyobb alkotói szabadságot biztosít. A túlvilágítás megelőzésére lehetséges az átkapcsolható energiatároló kondenzátor, és az állítható vakufókusz.

## Vakugyártó cégek
- Canon
- Metz
- Nikon
- Olympus
- Pentax
- Sigma
- Sony

## Külső hivatkozások
- SB-600 videó bemutató